# Équilly
Équilly település Franciaországban, Manche megyében. Lakosainak száma 194 fő (2022. január 1.). Équilly Beauchamps, Folligny, La Haye-Pesnel, Hocquigny, La Meurdraquière és Gavray-sur-Sienne községekkel határos.

## Népesség
A település népességének változása:
| Lakosok száma | 185  | 139  | 116  | 148  | 186  | 194  | 195  | 196  | 195  | 194  |
|               | 1968 | 1982 | 1990 | 2006 | 2013 | 2015 | 2017 | 2019 | 2020 | 2022 |